# Francesco Yates
Francesco Yates (né le 11 septembre 1995 à Toronto) est un chanteur et musicien canadien.

## Biographie
Francesco Yates est né à Toronto et est d’origine italienne. Il commence à écrire de la musique à l'âge de 11 ans. Il signe chez Atlantic Records à l'âge de 16 ans et sort son premier titre sur un EP le 11 septembre 2015. Il est co-produit par Robin Hannibal et Pharrell Williams,,.
En 2015, Yates est récompensé du prix Heatseeker aux Canadian Radio Music Awards. Il se produit sur scène à l'occasion des cérémonies officielles du Canada Day à Ottawa. Il prête sa voix à la chanson de Robin Schulz "Sugar",. 
En 2016, il a fait l'ouverture du groupe pop rock Canadien Hedley sur leur tournée Hello World Tour avec Carly Rae Jepsen.  
En 2018, il a fait l'ouverture du spectacle de Justin Timberlake sur la tournée Man of the Woods tour.  
| 2015 | "Sugar" (Robin Schulz featuring Francesco Yates) | 42 | 1 | 2 | 1 | 9 | 1 | 6 | 54 | - ARIA: Or - BVMI: Or - RMNZ: Or - FIMI: Platine | Sugar |